# Tiara United Towers
Les Tiara United Towers sont deux gratte-ciel en construction à Dubaï aux Émirats arabes unis. Ils s'élèveront à 193 mètres pour 46 étages. La tour 1 abritera des bureaux et la tour 2 un hôtel. Leur achèvement est prévu pour 2020. 